# Seppe D'Espallier
Seppe D'Espallier (27 maart 1999) is een Belgisch basketballer.

## Carrière
D'Espallier speelde gedurende zijn hele jeugd voor de Leuven Bears en maakte zijn profdebuut in 2015. Elk jaar zette hij zich steeds meer door bij Leuven en in 2020 werd hij belofte van het jaar. Op het einde van het seizoen maakte hij de overstap naar de Antwerp Giants. In 2023 won hij met de Giants de beker van België. Na twee seizoenen maakte D'Espallier de overstap in augustus 2023 naar de Kortrijk Spurs.
Begin oktober 2024 tekende hij in de IJslandse competitie bij Haukar. Eind april 2025 keerde hij voor de rest van het seizoen 2024/25 terug naar Kortrijk Spurs na de blessure van Leon Stergar.

## Privéleven
Hij heeft sinds 2022 een relatie met Miss België Kenza Ameloot. 

## Erelijst
- Belgisch belofte van het jaar: 2020
- Belgisch bekerwinnaar: 2023